# 由谷義治

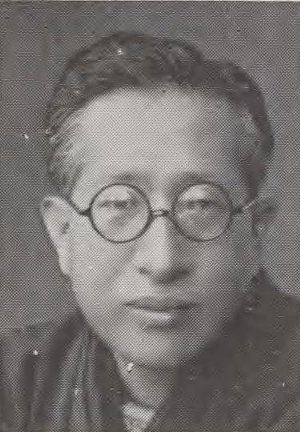
由谷義治

由谷 義治（ゆたに よしはる、明治21年（1888年）3月1日 - 昭和33年（1958年）10月8日）は、日本の政治家、実業家。鳥取県多額納税者。鳥取市会議員、鳥取県会議員、衆議院議員。鳥取電機製造社長。

## 経歴
鳥取市川端四丁目、鹿野街道の呉服商で地主の由谷喜八郎の長男に生まれる。油谷家は県内屈指の資産家。
旧制鳥取県第一中学校（現・鳥取県立鳥取西高等学校卒業。在校中に同級生の橋浦時雄らと社会主義グループを結成。早稲田大学中退。父・喜八郎が創業した運送業に従事。1912年家督を相続する。二十代はもっぱら運送屋の若主人として、厚司と前垂れ姿でよく働いた。
1919年（大正8年）5月に市会議員、9月に県会議員となり、1924年に第15回衆議院議員総選挙で衆議院議員に当選して以来、太平洋戦争終結まで政治家として活躍した。
護憲三派内閣が成立すると米原章三や米沢喜男のあっせんで憲政会に入る。1931年（昭和6年）12月、時局の進展に伴い憲政会の後身・民政党を脱党。安達謙蔵を盟主に国民同盟を結成し、さらに日中戦争の前年には国民同盟から分かれて、中野正剛らとともに東方会を結成して幹事長となる。
戦後、1945年（昭和20年）10月、幣原内閣の大蔵政務次官となった。
終戦後、公職追放を受け政界を退いたが、晩年に至る十年余りは鳥取電機製造株式会社の社長として地元産業の発展に尽力した。また県教育委員として革新系を支持した。

## 人物像
鳥取一中（現・鳥取県立鳥取西高等学校）在学中から『平民新聞』の読者だった。

## 家族・親族

### 由谷家
（鳥取県鳥取市川端）
- 父・喜八郎 ‐ 地主・呉服商。油谷家は鳥取県第二の資産家として知られていた。
- 継母・みち（宇倍野村岡益、木村喜録三女）
明治3年（1870年）11月生 - 没
- 姉・こと（鳥取県多額納税者・呉服商・由谷節の妻）
同長男・正太郎
- 妻・千枝 ‐ 智頭町の素封家、米原富蔵の二女。
明治24年（1891年）8月生
- 相婿・米原章三 ‐ 千枝の姉婿